# Tolyldodecanoat
Tolyldodecanoat (genauer p-Tolyldodecanoat beziehungsweise para-Tolyldodecanoat; auch Tolyllaurat) ist eine organische Verbindung aus der Gruppe der Carbonsäureester. Sie leitet sich von para-Kresol und Laurinsäure ab.

## Herstellung
Tolyldodecanoat kann ausgehend von para-Kresol hergestellt werden. Dieses wird mit Dilauroyldisulfid in Gegenwart von 4-Dimethylaminopyridin und Triethylamin in Dichlormethan umgesetzt.

## Verwendung
Tolyldodecanoat ist in der EU unter der FL-Nummer 09.102 als Aromastoff für Lebensmittel zugelassen.